# Chormantel (Ordensleute)

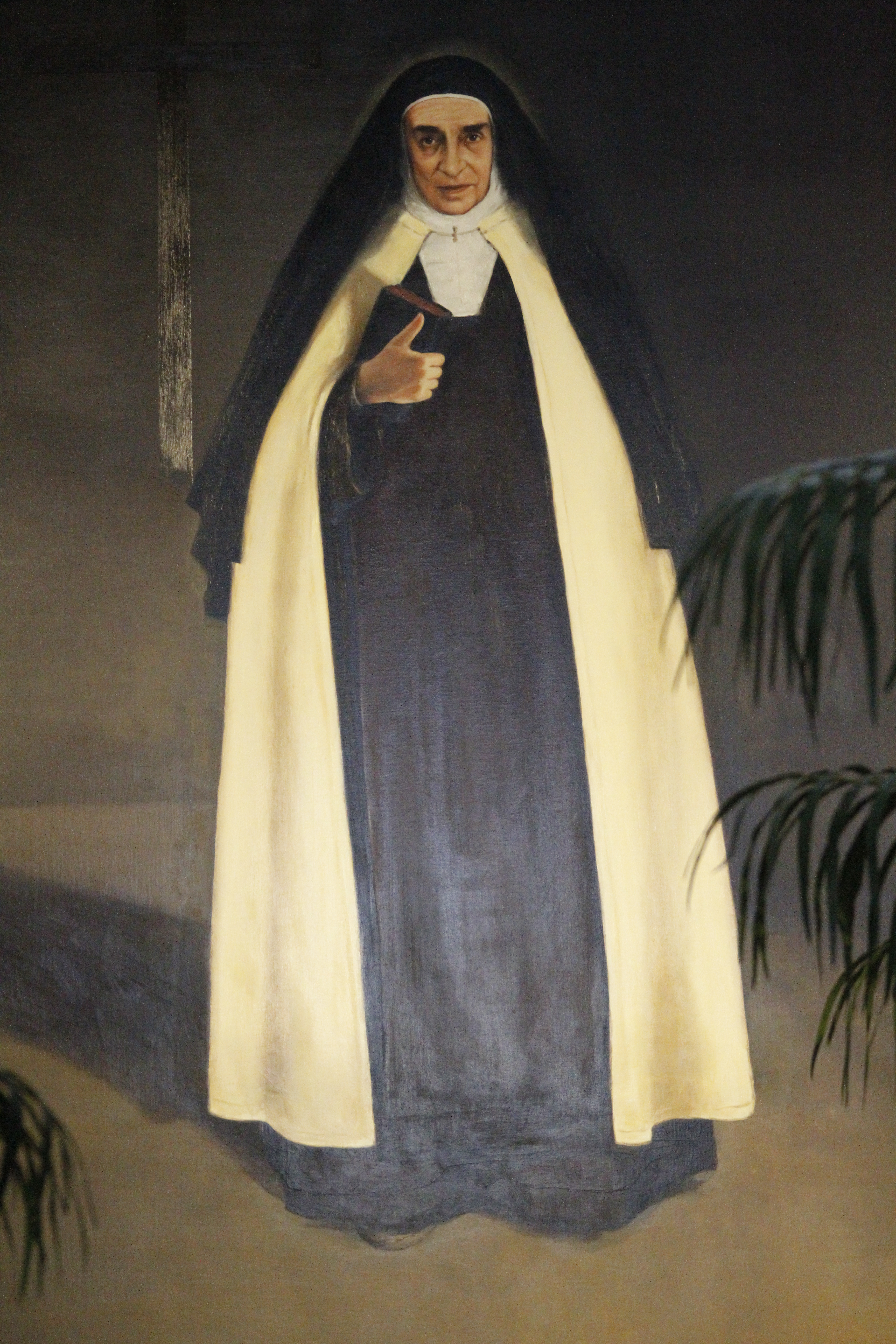
Die hl. Maria von den Wundern Jesu im Chormantel der Karmelitinnen aus weißer Wolle und mit dem charakteristischen Knebelverschluss

Ein Chormantel ist Teil des Habits einiger Ordensgemeinschaften der lateinischen Kirche. Es handelt sich um einen halbkreisförmigen, ärmellosen Mantel oder mantelähnlichen Umhang mit einem einfachen Verschluss über der Brust. Dabei gehört der Chormantel zum Habit sowohl der Ordensfrauen als auch der Ordensmänner. Bei einigen Orden wie den Zisterziensern und Kartäusern gehört der Chormantel nur zum Habit der Novizen und zeitlichen Professen; mit der feierlichen Profess wird dann die Kukulle als Chorgewand übergeben.
Der Chormantel kann eine Farbe der Tunika oder des Skapuliers aufgreifen, wie bei den Cölestinerinnen (blau) und den Novizen der Zisterzienser, oder aber eine andere Farbe als diese haben, wie bei den Unbeschuhten Karmeliten und Karmelitinnen (weißer Chormantel), den Redemptoristinnen und den Anbetungsschwestern des königlichen Herzens Jesu (blaue Chormäntel) oder den Novizen der Kartäuser (schwarzer Mantel).
Der Chormantel wird je nach den Konstitutionen des Ordens entweder zu einigen oder zu allen Tagzeiten des Stundengebets angelegt, darüber hinaus zur Feier der Heiligen Messe, zu Prozessionen und zu anderen feierlichen Anlässen, wie dem Beginn und dem Ende einer Visitation. Die Konstitutionen der unbeschuhten Karmelitinnen von 1990 legen fest, dass der Chormantel der Nonnen wie der Habit aus Serge, jedoch weiß und in derselben Länge wie das Skapulier gefertigt sein soll. Für den Mantel soll so wenig Stoff wie möglich genommen werden, „um Überfluss zu vermeiden“.
Der Chormantel des Ordenshabits ist nicht zu verwechseln mit dem Rauchmantel, der zuweilen auch als Chormantel bezeichnet wird. Jener ist ein liturgisches Kleidungsstück der Kleriker, der Chormantel des Habits ist hingegen Bestandteil der Ordenstracht.